# Jan Małachowski
Jan Małachowski (Bąkowa Góra, 1623 – Cracóvia, 20 de agosto de 1699) foi um bispo católico da Polônia.

## Biografia[1]
Foi soldado, e ingressou no estado eclesiástico somente após a morte da esposa. Como capelão do rei João II Casimiro, atuou como o representante legal da Coroa e cônego de Cracóvia.
Foi bispo de Chełmno de 1676 a 1681, e depois bispo de Cracóvia. Por mandato de João II Casimiro, esteve em missão diplomática na França e em Brandemburgo.
Małachowski teve participação na eleição de João III Sobieski, cuja pacta conventa assinou, e foi vice-chanceler da Coroa. E, por fim, participou da eleição de Augusto, o Forte.

## Genealogia episcopal e sucessão apostólica[1]
A genealogia episcopal é a seguinte listada:
- Cardeal Scipione Rebiba
- Cardeal Giulio Antonio Santori
- Cardeal Girolamo Bernerio, OP
- Bispo Cláudio Rangoni
- Arcebispo Wawrzyniec Gembicki
- Arcebispo Jan Wężyk
- Bispo Piotr Gembicki
- Bispo Jan Gembicki
- Bispo Bonawentura Madaliński
- Bispo Jan Małachowski

A sucessão apostólica é a seguinte listada:
- Cardeal Augustyn Michal Stefan Radziejowski (1681)
- Arcebispo Stanisław Szembek (1690)